# Жунцзян
Жунцзя́н (кит. упр. 榕江, пиньинь Róngjiāng) — уезд Цяньдуннань-Мяо-Дунского автономного округа провинции Гуйчжоу (КНР).

## История
Во времена империи Цин в 1729 году был создан Гучжоуский комиссариат (古州厅). После Синьхайской революции в Китае была проведена реформа структуры административного деления, в ходе которой комиссариаты были упразднены, поэтому в 1913 году Гучжоуский комиссариат был преобразован в уезд Жунцзян.
После вхождения этих мест в состав КНР в 1950 году был создан Специальный район Душань (独山专区), и уезд вошёл в его состав. В 1952 году власти специального района переехали из уезда Душань в уезд Дуюнь, и Специальный район Душань был переименован в Специальный район Дуюнь (都匀专区). В 1956 году Специальный район Дуюнь был расформирован, и был создан Цяньдуннань-Мяо-Дунский автономный округ; уезд вошёл в состав автономного округа. В 1958 году к уезду Жунцзян был присоединён уезд Цунцзян, но в 1961 году он был воссоздан.

## Население
В уезде проживают национальные меньшинства — дун, шуй и яо.

## Административное деление
Уезд делится на 6 посёлков, 7 волостей и 6 национальных волостей.

## Экономика
В зонах у речных дамб активно развивается сельскохозяйственное производство.